# Nephodia iridescens
Nephodia iridescens är en fjärilsart som beskrevs av Max Joseph Bastelberger 1909. Nephodia iridescens ingår i släktet Nephodia och familjen mätare. Inga underarter finns listade i Catalogue of Life.